# 애비 코니시
애비 코니시(Abbie Cornish, 1982년 8월 7일 ~ )는 오스트레일리아의 배우, 가수이다. 2000년부터, 더스크(Dusk)라는 이름으로 래퍼로서 활동 중이다.

## 출연 작품
- 캔디 (2006)
- 어느 멋진 순간 (2006)
- 골든 에이지 (2007)
- 빛나는 별이여 (2009)
- 가디언의 전설 (2010)
- 리미트리스 (2011)
- 써커 펀치 (2011)
- 세븐 싸이코패스 (2012)
- 로보캅 (2014)
- 쓰리 빌보드 (2017) - 앤 역
- 지오스톰 (2017)
- 6 데이즈 (2017)
- 웨어 핸즈 터치 (2018)
- 퍼펙트 (2018)